# 安科納 (伊利諾伊州)
安科納（英語：Ancona）是美國伊利諾伊州利文斯頓縣一個非建制地區，以意大利馬爾凱大區首府安科納命名。當地位於斯特里特（Streator）西南方，並是斯特里特蘭（Streatorland）地區的一部分。安科納的美國郵遞區號是61311，而艾奇遜、托皮卡和聖塔菲鐵路也曾經在這裡設立火車站。